# Saber + Zenkaiger: Super Hero Senki
Saber + Zenkaiger: Super Hero Senki (セイバー＋ゼンカイジャー スーパーヒーロー戦記 Seibā + Zenkaijā Sūpā Hīrō Senki, Saber + Zenkaiger: Super Hero War Chronicle) là một bộ phim siêu anh hùng Nhật Bản năm 2021 kể về câu chuyện giữa các Kamen Rider và Super Sentai và được phát hành vào ngày 22 tháng 7 năm 2021 cùng với một bộ phim tiền truyện của Kamen Rider Revice. Bộ phim được Shinichiro Shirakura tuyên bố là bộ phim kết hợp cuối cùng giữa cả hai thương hiệu.
Bộ phim có sự tham gia của dàn diễn viên chính trong Kamen Rider Saber và Kikai Sentai Zenkaiger, cùng một số diễn viên của loạt phim khác như Mashin Sentai Kiramager, Kamen Rider Zero-One, Uchu Sentai Kyuranger, Kamen Rider Zi-O,... Bộ phim cũng có sự xuất hiện lần đầu tiên của hai nhân vật chính trong Kamen Rider Revice; Kamen Rider Revi và Kamen Rider Vice.
Bộ phim là sự bày tỏ lòng kính trọng đối với dịp kỷ niệm 50 năm loạt phim Kamen Rider và kỷ niệm 45 năm loạt phim Super Sentai, cũng như để tỏ lòng tôn kính Shotaro Ishinomori, tác giả chính trong các phần đầu tiên của cả hai loạt phim.

## Nội dung
Một hiện tượng bí ẩn đưa Touma Kamiyama, Mei Sudo và Yuri đến Thế giới của Zenkaiger trong khi bốn trong số các Zenkaiger được dịch chuyển đến Thế giới của Saber. Mỗi nhóm tham gia chiến đấu cùng với các đồng minh của nhóm khác để tìm cách đưa họ trở lại trong khi một kẻ thù không xác định lên kế hoạch để chiếm cả hai thế giới.